# 驚奇數位馬戲團
《神奇數字馬戲團》（英語：The Amazing Digital Circus，簡稱或）是一部由Gooseworx主創，並由Glitch Productions製作的电脑动画黑色喜劇網路劇集。該系列於2023年10月13日首播在GLITCH的YouTube頻道上 （页面存档备份，存于）。該作品受到了普遍好評，並成為該頻道在YouTube上最多觀看的影片，並在兩個月內累積超過2億次觀看。短片还获得了安妮獎提名。
自2024年10月4日第三集播出後，本系列可於Netflix上串流，後續的新集數則會於YouTube上的首播後上架至Netflix。

## 故事概述
戴上虛擬實境眼鏡後，一名女性進入以卡通風格表現的「虛擬馬戲團」數位世界。她與其他五個曾經是人類的實體相遇，同時發現自己已經變成了一名小丑，后被马戏团领袖凯恩（Caine）取名为帕姆尼（Pomni）。

## 製作
《神奇數字馬戲團》由YouTube動畫師Gooseworx擔任導演、編劇、作曲與節目統籌。Kevin Temmer為本作的首席動畫師，而Glitch Productions的創辦人Luke與Kevin Lerdwichagul則擔任執行製作人。
試播集的前期製作始於2022年中期，並於同年稍晚全面啟動製作。Gooseworx構思了所有角色與設計；她表示自己在不到一週內就完成了角色設計。
本作的靈感之一來自美國科幻小說家哈蘭·艾里森的短篇小說《无声狂啸》。

### 構想
Glitch最初注意到Gooseworx於2019年在YouTube發表的動畫短片《Little Runmo》，該片令Glitch的開發製作人兼總經理Jasmine Yang認為這正是他們想製作的作品風格。Glitch於是聯繫了Gooseworx並邀請她創作試播集，她也接受了這項提案。
Gooseworx最初向Glitch提出了三個提案，其中被選中的便是後來的《神奇數字馬戲團》。 考慮到試播集將採用 3D 製作，她試圖創造一個最適合該風格的構想，並特別提到受到1990年代與2000年代初期3D作品的啟發，「當時這些作品看起來有點糟、甚至令人毛骨悚然，但在創意上卻毫無限制」。
Yang表示，該提案所呈現出1990年代風格的電腦生成圖像（CGI）以及對懷舊玩具與電腦遊戲的致敬深深吸引了他們，並認為觀眾也會喜歡這些特點。 Glitch團隊認為該提案最具潛力，尤其因其以1990年代為靈感的CGI呈現了強烈的懷舊魅力，且是他人難以模仿的獨特風格。
Gooseworx表示，雖然她最初的提案「更加混亂又滑稽」，但在本劇的開發過程中，故事意外地變得「更為深刻且細膩」，並具有「更強烈的情感核心」。她形容本作靈感部分來自《无声狂啸》。

### 動畫製作
《神奇數字馬戲團》的試播集在3D動畫製程上，採用了與多數動畫工作室相似的分工模式，設有專門處理各項任務的部門。製作團隊主要使用Autodesk Maya進行建模與動畫作業，並透過虛幻引擎完成渲染。 本劇的動畫採用每秒幀率30呈現。
擔任首席動畫師的Kevin Temmer曾任職於藍天工作室，當時是初階動畫師。他最初是由Glitch 共同創辦人Kevin Lerdwichagul 聯繫，邀請他為《神奇數字馬戲團》製作一支前導預告動畫。期間，Temmer受邀正式加入Glitch團隊成為全職成員。 他表示：「能參與這麼瘋狂又卡通風格的作品，實在無法拒絕」。
包括Temmer在內的動畫師每兩週會被分配數個片段進行製作，完成後會將成果交由Gooseworx和Temmer審核，只有在雙方皆同意的情況下才會通過。 試播集中角色與道具的抖動、錯位和「故障」效果，靈感部分來自起源引擎電影編輯器與蓋瑞模組的machinima風格，而這類風格也是Glitch過去在其SMG4系列影片中使用過的。
在製作本作之前，Gooseworx對3D動畫的經驗不多， 她主要擅長的是手繪的2D動畫領域。 因此，根據 Jasmine Yang 所述，Glitch與Gooseworx必須「非常緊密地合作」，將她的2D美術風格轉化為 3D 呈現；而Gooseworx也成為《神奇數字馬戲團》的節目統籌，團隊「盡可能努力去維持她的視覺理念」。
在開發本劇視覺時，他們希望成品能夠讓人聯想到早期的3D動畫電影與影集，但又不會顯得過時。Gooseworx與Glitch嘗試在懷舊3D與玩具美學之間取得平衡；Gooseworx原本的構想是讓本作「完全忠實於早期電腦動畫的復古渲染風格」。 最終，他們採用了這種風格的「玫瑰色回憶版本」。
Gooseworx表示她喜歡「對比強烈的表現形式，例如在恐怖場景中播放快樂音樂，或是讓可愛角色遭遇不幸」，因此她不希望視覺風格完全反映劇情的黑暗面。 她還補充說，她希望這部作品「能帶來一種孤寂的感覺」。

## 登場角色

### 馬戲團
帕姆尼（聲：利澤·弗里曼（英））
馬戲團的新進成員，是一位容易緊張、焦慮的小丑女孩。於第三集展示憋氣時，臉會依序變化成不同的顏色。於第五集《無標題》（英文：Untitled）裡透露自己25歲，曾是連鎖超市的會計師。閒暇時會去廢墟探險並將其拍攝成影片發至網路上。
凱恩（聲：艾力克斯·羅尚（Alex Rochon）（英））
馬戲團的人工智能領袖，是一位長著眼睛的牙齒，並穿著馴獸師服裝的馴獸師。第四集中表示做遊戲是自己唯一擅長的事，很介意有人不願參加他的遊戲。
賈克斯（聲：邁克爾·科瓦奇（Michael Kovach）（英））
紫色的兔子，性格叛逆，喜歡調侃他人。身世基本成謎，曾經在馬戲團有一位好朋友。因為密集恐懼症，所以非常害怕玉米
雅嘉塔（聲：阿曼達·赫福德（Amanda Hufford）（英））
布娃娃，性格非常正向且積極，但非常討厭蜈蚣。憋氣時頭髮會豎直。於第五集裡透露自己出生在一個富裕的家庭裡，但與母親感情不佳。
安歌（聲：瑪麗莎·倫蒂（英））
戴著瓷製劇院面具的人類狀紅彩帶，有兩副面具，分別為笑臉（喜劇）和哭臉（悲劇），哭臉的性格負面且易哭。憋氣時面具會上下旋轉。於第五集裡透露自己以前在快餐店工作，也曾在社區大學學習平面設計，但後輟學。
金戈（聲：肖恩·奇普洛克（英））
國王棋，為整個馬戲團中資歷最老的成員，學了七年的電腦科學，性格緊張兮兮易受驚嚇和健忘，喜歡待在以枕頭組成的空間裡，他稱那裡為「要塞」，只有在黑暗中才會恢復正常，且憋氣時會發光。有一個妻子奎妮，身受其影響而愛上昆蟲，但自從其被抽象化後，開始呈現現在的狀況。
祖波（聲：阿什利·尼科爾斯（Ashley Nichols）（英））
大致呈人形的拼湊玩具，性格冷漠，且脾氣有點暴躁。憋氣時四肢會僵直。於第五集裡透露自己曾是調酒師和紋身師。
泡泡（聲：Gooseworx（英））
凱恩的AI助手，長著尖牙的球狀泡泡，容易被戳破。
卡夫莫
馬戲團前成員，身穿黃衣且帶有拉夫領的小丑，因精神達到崩潰點而抽象化，最後被凱恩關進地下室。
月亮（聲：Gooseworx（同時聲演）（英））
太陽（聲：Payton Goodwin（英））

### NPC角色
哥林克女王（聲：艾爾西·洛夫洛克（Elsie Lovelock）（英））
試播集登場，NPC，害蟲般的統治者。
盧莉拉露公主（聲：維拉·譚（Vera Tan）（英））
第二集登場，來自糖果谷王國的公主，有著如同棒棒糖的形象，將凱恩奉為神，稱號「露」，因楓糖漿遭到洗劫而請求主角們前去追捕。
咖咪咕（聲：傑克·霍金斯（Jack Hawkins）（英））
第二集登場，一個長得像鱷魚並帶著牛仔帽的糖果劫匪，為了拯救村莊而劫持裝有楓糖漿的糖罐車，之後成為帕姆尼的朋友。
查德（聲：傑克·霍金斯（Jack Hawkins、同時聲演)（英））
第二集登場，一個長得像鱷魚並帶著牛仔帽的糖果劫匪，咖咪咕的下屬。
馬克斯（聲：哈米甚·普拉格馬斯（Hamish Plaggemars）（英））
第二集登場，一個長得像鱷魚並帶著牛仔帽的糖果劫匪，咖咪咕的下屬。
巧克力軟糖怪物（聲：萊爾·拉斯（Lyle Rath）（英））
第二集登場，位在峽谷下方的巧克力怪物，因吞噬太多糖果谷王國居民而遭到公主流放。
巴倫·西奧多·米爾登霍爾男爵（聲：提姆·亞歷山大（Tim Alexander）（英））
第三集登場，已故的米爾登霍爾莊園男爵。
鬼寶（聲：WizardzWiz（英））
第三集登場，居住在米爾登霍爾莊園的幽靈。
瑪莎·米爾登霍爾（聲：瑪麗莎·倫蒂 （同時聲演）（英））
第三集登場，與雅嘉塔一起喝茶的女性幽靈，已故的米爾登霍爾男爵之妻，被男爵所殺。
怪物（聲：佩頓·古德溫（ Payton Goodwin ）（英））
第三集登場，被米爾登霍爾男爵獵殺的天使，依然活著的屍體。
球人（聲：班傑明·戴維斯（ Benjamin Davis ）（英））
第四集登場，一個由許多藍色球體組成的人形NPC，說話十分含糊。曾出現在以前的冒險，於第四集中做為顧客登場。
消失哥（聲：JobbytheHong（英））
第五集登場，講完句子開頭便會消失的木偶模型。
邪惡大篷隊
第五集登場，由馬戲團眾人組成的「大篷隊」在壘球比賽的對手，除了邪惡球人外基本上是馬戲團成員的反面人格分身，但安歌的並不在其中。
邪惡帕姆尼（聲：利澤·弗里曼（英））
帕姆尼的反面分身，時不時爆粗口。
邪惡雅嘉塔（聲：阿曼達·赫福德（英））
雅嘉塔的反面分身，個性惡毒，話中帶刺。
獨裁教練（聲：肖恩·奇普洛克（英））
金戈的反面分身。
邪惡賈克斯（聲：邁克爾·科瓦奇（英））
賈克斯的反面分身，性格膽怯而友好。
邪惡球人（聲：班傑明·戴維斯（英））
球人的反面分身，與球人不同，他的外觀是紅色的。
霸道祖波（聲：阿什利·尼科爾斯（英））
祖波的反面分身，喜愛挑釁對手。

## 集數
| 集數 | 標題               | 上線日期       |
| --- | ------------------ | -------------- |
| 1 | 試播集             | 2023年10月13日 |
| 一位年輕女性戴上虛擬實境眼鏡後，陷入了以馬戲團為主題的電腦遊戲中。在遊戲中，她遇到了其他被困住的人類。由於她忘記了自己的原名，馬戲團的人工智慧領袖凱恩給她取了一個新名字「帕姆尼（Pomni）」。為了慶祝新玩家的到來，凱恩為眾人準備了一個冒險，目標是收集被稱為「格林克」（Gloinks）的幾何生物。隨後，賈克斯和雅嘉塔陪同帕姆尼前往拜訪他們的另一位夥伴卡夫莫（Kaufmo）。然而，他們卻發現卡夫莫已經陷入抽象化狀態，變成了一個瘋狂的野獸，雅嘉塔在過程中不慎受傷。 在試圖幫助雅嘉塔未果後，帕姆尼意外發現並進入了一個標有「Exit」的門。她試圖離開遊戲世界，但卻進入了一個由無數房間組成的迷宮，最終來到了一個名為「虛空」的禁區。凱恩將帕姆尼帶回馬戲團，並將卡夫莫關進地下室。隨後，他修復了帕姆尼和雅嘉塔的故障，並告訴她，所謂的「出口」其實是他為馬戲團設計的未完成擴建部分。接著凱恩為每個人提供了一頓虛擬的數位盛宴，雖然無法真實滿足飢餓，但所有人都欣然享用，唯獨帕姆尼逐漸陷入不安的情緒中。 |                    |                |
| 2 | 糖果車大亂鬥！     | 2024年5月3日   |
| 第二天，凱恩又給眾人安排了冒險。新地圖「糖果谷王國」因失去「楓糖漿」，眾人需要從竊賊NPC角色手中奪回一罐被盜的楓糖漿。在與三個鱷魚嫌犯鬥爭的過程中，帕姆尼和竊賊首領咖咪咕因碰撞偵測而進入遊戲世界的資源召喚室。在這裡，咖咪咕逐漸了解了自己只是一個NPC的事實。在與帕姆尼結為朋友後，兩人透過卡bug的方式回到地面，並將「楓糖漿」還給糖果谷王國。帕姆尼想將咖咪咕帶回馬戲團，但咖咪咕卻被迎接他們的凱恩刪除。最後眾人們參與卡夫莫的喪禮，在那之後也讓帕姆尼感受到同伴們的溫暖。 |                    |                |
| 3 | 米爾登霍爾莊園之謎 | 2024年10月4日  |
| 在此次的冒險中，眾人被派到鬧鬼的米爾登霍爾莊園，去揭開莊園幽靈居民的謎團。金戈無意間將帕姆尼帶入了遊戲的成人級別部分，並跟隨一系列的錄音訊息，指導他們如何逃離一個怪物並將其擊殺。然而，最後的訊息揭示那個怪物其實是天使，導致兩人被拖入地獄。當金戈短暫擺脫他平時健忘的片刻清醒中，他安慰了恐懼的帕姆尼，向她講述了他妻子被「抽象化」的經過，並鼓勵帕姆尼珍惜對馬戲團夥伴的美好回憶。逃離後，他們與其他成員匯合，而其他人走的是遊戲中適合家庭觀看的「和平主義」路線，金戈則立即忘記了先前的經歷。 另一面，凱恩與祖波進行了一次治療會話，試圖理解為什麼祖波拒絕參與他的冒險活動。祖波承認原因是對自己由不同部位組成的外表感到自我厭惡，這讓他對自己的外表極為不滿，但凱恩對這一解釋不以為然。在祖波那得知沒有人喜歡他的冒險活動後，凱恩情緒崩潰，兩人最終互換了各自的角色結束了會談。 |                    |                |
| 4 | 速食假面舞會       | 2024年12月13日 |
| 祖波為安歌換上了一個新的塑膠面具，取代了她脆弱的喜劇面具，這讓安歌的信心得到了提升。應安歌的要求，凱恩組織了一次更加平凡的冒險，安排他們在一間速食店「Spudsy's」工作，並指派安歌擔任經理，其他人則是員工。在速食店營運的過程中，安歌逐漸表現出偏執和強勢的行為，並掩飾著她的焦慮與抑鬱而令其他人感到不耐煩，然而馬戲團夥伴也面臨各自的問題：帕姆尼遇到了來自先前冒險認識的NPC，包括咖咪咕，但咖咪咕並不記得她；雅嘉塔在喝了「笨蛋醬汁」後，向大家坦白她對團隊的負面看法；賈克斯則在焦急等待一天結束期間消極怠工。 帕姆尼注意到安歌的抑鬱情緒，並在關閉餐廳之前代替她看守，這讓安歌高興地扔掉了新面具，但隨後她跌進了附近的車流中。在即將被撞到的瞬間，凱恩將安歌傳送到績效評估中，這時安歌的情緒再次回落至抑鬱狀態。回到馬戲團後，祖波將孤獨的安歌從抑鬱中拉出，並說服她重新加入其他人。 |                    |                |
| 5 | 無標題             | 2025年6月20日  |
| 不滿於馬戲團成員對他的冒險興趣缺缺，凱恩安排了一次「閃電回合」 (Lightning Round)，讓眾人快速體驗提議箱裡的不同冒險提案。眾人陸續遊歷各個冒險，包括野外狩獵、一日總統與動漫高中生活，而在一場靜謐的觀星冒險當中，賈克斯一反平時對眾人的惱人態度，向帕姆尼傾訴情緒上的不滿，帕姆尼則開始享受起他的陪伴。在稍後的酒吧冒險裡，數名馬戲團成員分享了自己受困馬戲團之前的經歷。最後一個冒險，眾人與他們的反面人格分身進行了一場壘球比賽，途中雅嘉塔對著賈克斯和帕姆尼大發雷霆。雅嘉塔對先前的行為感到抱歉，並接受了幫帕姆尼上場代打的提議以彌補她的愧疚感，然而雅嘉塔才剛上場，比賽就被不耐煩的凱恩宣告結束。 回到馬戲團，帕姆尼決定和賈克斯多待一會，留下沮喪的雅嘉塔獨自一人嘆氣，遠方則有一個木偶靜靜地盯著他們。 |                    |                |

## 發行
在《神奇數字馬戲團》2022年中期的前期製作階段，Glitch 發布了一些角色預告片，實際上是用來測試系列動畫風格和視覺效果的概念驗證。 預告片於2023年1月27日釋出。試播集的官方預告片於2023年9月22日釋出，試播集於2024年10月13日發布。
2023年11月，為慶祝TADC試播集觀看次數達到1億次的記綠，Glitch發佈一則貼文並宣佈將製作試播集之後的所有集數。2024年2月，Glitch公佈TADC試播集之外的集數，一共有九個正式集。截至2025年6月20日，已有五集公開。
Glitch最初表示除了YouTube外，沒有計畫讓《神奇數字馬戲團》登上其他串流平台，以確保對作品擁有完全的創作控制權。 後來宣布，自2024年10月4日第三集播出後，本系列將可在Netflix上串流，且集數仍會優先在YouTube首播，Netflix不會擁有任何創作控制權。
對於各集間隔發布時間較長的問題，Yang表示：「如果我們必須等到整季都準備好才一起發布，〈神奇數字馬戲團試播集〉可能要等好幾年才會推出……同時釋出所有集數不僅不切實際，也違反直覺……對我們來說，分批發布不僅實際，也對我們有利，因為每次新集上線，我們都可以辦成一場盛大的活動。」

## 迴響

### 收視表現
Glitch起初並未預料到《驚奇數位馬戲團》試播集會如此受歡迎， 它最終成為YouTube上的網絡爆紅短片。 到2023年11月下旬，觀看次數已突破1.5億， 到2024年2月達到2.7億，並在2024年11月突破3.5億觀看次數， 成為YouTube歷史上觀看次數最多的動畫試播集之一。截至截至2025年6月，試播集的觀看次數約為3.75億次。
第二集在發佈後一天即突破3,000萬觀看次數， 到 2024年9月則已累積超過1.21億次觀看。 《驚奇數位馬戲團》於Netflix上架後的一週內即登上Netflix十大排行榜第四名。 根據2024年的調查，美國14至24歲年齡層中有22%表示聽過這部作品。

### 評論反應
評論家普遍稱讚《驚奇數位馬戲團》試播集。 來自《Comics Beat》的Justin Guerrero稱其為「精彩又富有表現力」， 而《Cartoon Brew》的 Jamie Lang 與《TheGamer》的Jade King 則認為它「明亮、多彩又有趣」。 Lang 更稱讚其美術風格既熟悉又不流於俗套，賦予早期CG動畫以現代感。 《Common Sense Media》的評論家史蒂芬妮摩根（Stephanie Morgan）讚揚其創新的動畫與獨特場景設計。一些評論者指出該集黑色幽默的劇情表現； King 也讚賞其視覺風格與劇情形成對比，摩根則形容本作「古怪⋯⋯帶有一絲陰暗」。 《ScreenRant》的Zachary Moser表示該系列探討了關於現實與虛無主義的存在主義問題。 評論家也對該集的笑點給予肯定，Lang表示笑點「節奏完美、成熟幽默」， 而 Morgan 讚賞其打破第四面牆的機智對白。 不過，Morgan也批評角色性格的「重複性設定」。
來自《Boing Boing》的Gail Sherman將第二集形容為「糖衣包裹的存在主義危機」，並稱第一與第二集皆為「殘酷」的體驗。

### 文化影響
《驚奇數位馬戲團》受到了大量粉絲創作與網路迷因的迴響， 同時也在TikTok上迅速爆紅。 到了2024年12月，與本作相關的 YouTube 影片總觀看次數達到250億次。
該作品在日本的流行帶動了在東京、大阪、名古屋開設的主題快閃店，並自2024年10月21日起在《快樂快樂月刊》與《CoroCoro Ichiban!》上連載漫畫化改編。
該作品亦出現大量侵權現象，包括內容農場媒體的改編內容， 以及在墨西哥多地上演的舞台劇版本， 以及仿冒商品的販售。

## 獎項與提名
2024年，Kevin Temmer 以其在《驚奇數位馬戲團》試播集中的角色動畫工作，獲得第51屆安妮獎「最佳角色動畫－電視／媒體類」提名。
| 頒發日期 | 獎項         | 類別                                | 提名者                                   | 結果 | 備註   |
| -------- | ------------ | ----------------------------------- | ---------------------------------------- | ---- | ------ |
| 2024年   | 第51屆安妮獎 | Best Character Animation – TV/Media | 《驚奇數位馬戲團：試播集》：Kevin Temmer | 提名 | [ 34 ] |

## 其他媒體

### 漫畫
2024年9月21日，ASC Japan宣布該系列將改編漫畫，自2024年10月21日起於日本周刊《快樂快樂月刊》和月刊《CoroCoro Chiban》上連載。網路版本亦於《快樂快樂月刊》的線上平台公開。

## 外部連結
- 官方网站
- 互联网电影数据库（IMDb）上《驚奇數位馬戲團》的资料（英文）
- YouTube上的试播集